# Chrysochraoides
Chrysochraoides is een geslacht van rechtvleugeligen uit de familie veldsprinkhanen (Acrididae). De wetenschappelijke naam van dit geslacht is voor het eerst geldig gepubliceerd in 1993 door Ren & et al..

## Soorten
Het geslacht Chrysochraoides  is monotypisch en omvat slechts de volgende soort:
- Chrysochraoides tielingensis (Ren & et al., 1993)